# François II. d’Orléans-Longueville
François II. d’Orléans (* 1478; † 12. Februar 1513 in Châteaudun) war der erste Herzog von Longueville. Er war der älteste Sohn von François I. d’Orléans, Graf von Longueville etc. aus dem Haus Orléans-Longueville, und Agnes von Savoyen († 1509), Tochter von Ludwig, Herzog von Savoyen, (Haus Savoyen).
Mit dem Tod seines Vaters 1491 rückte er in dessen Titel nach: Graf von Longueville, Graf von Dunois, Graf von Tancarville, Graf von Montgommery und Vizegraf von Melun. Selbst erwarb er die Ämter eines Großkammerherrn von Frankreich (1504–1512) und eines Gouverneurs von Guyenne. Im Mai 1505 wurde er von König Ludwig XII. zum Herzog von Longueville ernannt.
Kurz vor der Ernennung zum Herzog, am 6. April 1505, heiratete er in Blois Françoise d’Alençon (* Winter 1490/91), Tochter von René, Herzog von Alençon, aus dem Haus Valois-Alençon. François und Françoise bekamen zwei Kinder, einen Sohn, der einjährig starb, und eine Tochter, die ihren Vater überlebte, aber selbst nur sieben Jahre alt wurde:
- Renée, * 1508; † 2. Mai 1515, 1513 4. Gräfin von Dunois, Tancarville und Montgommery, Dame de Montreuil-Bellay, de Château-Renault etc.
- Jacques, * wohl 1511; † wohl 1512, bestattet in der Abtei Sainte-Madeleine in Châteaudun

Der Herzogstitel blieb von 1513 bis 1515 vakant. 1515 trat Louis d’Orléans, der Bruder von François, der seit 1504 bzw. 1513 bereits souveräner Graf von Neuenburg war, das Erbe seines Bruders und seiner Nichte an.
François II. d’Orléans starb im 35. Lebensjahr wurde in der Kirche Notre-Dame in Cléry-Saint-André bestattet, so wie vor ihm 1483 bereits König Ludwig XI. Françoise d’Alençon überlebte ihn um 37 Jahre; sie heiratete 1513 in zweiter Ehe Charles IV. de Bourbon, duc de Vendôme († 1537) und starb am 14. September 1550 auf Schloss La Flèche, nachdem sie im September 1543 noch zur Herzogin von Beaumont ernannt worden war.